# دل مونرو
دل مونروو (انگلیسی: Del Monroe؛ ۷ آوریل ۱۹۳۶ – ۵ ژوئن ۲۰۰۹) یک هنرپیشه اهل ایالات متحده آمریکا بود. وی بین سال‌های ۱۹۶۱ تا ۲۰۰۵ میلادی فعالیت می‌کرد.
از فیلم‌ها یا مجموعه‌های تلویزیونی که وی در آن‌ها نقش داشته است می‌توان به سفر به قعر دریا اشاره نمود.